# Huta miedzi w Mogile
Huta miedzi w Mogile – średniowieczny zakład przemysłowy zajmujący się produkcją miedzi, działający w Mogile, obecnej części krakowskiej dzielnicy XVIII.

## Historia
Huta miedzi w Mogile została założona w 1469 roku, kiedy to Kraków odgrywał znaczącą rolę w tranzycie miedzi z Węgier do Flandrii. Zakład został założony przez spółkę Jana Thurzę, jego szwagra Jana Tesznara i krakowskiego mieszczanina Zeberta. Huta znajdowała się na terenach będących własnością opactwa Cystersów, które z tego tytułu pobierali opłaty.
W 1508 roku, po śmierci Thurzy, huta stała się własnością jego syna, Jerzego. W okolicach 1528 roku zakład został zamknięty.